# 俄罗斯海军第14军
俄罗斯海军第14军（羅馬化：14-y Armeyskiy Korpus）是隶属于俄罗斯海军北方舰队岸防部队的一支军级作战单位。建立于2017年，军部位于摩尔曼斯克。为北方舰队联合战略司令部作战单位。

## 编制
截至2021年，其编制包括：
- 第80北极摩托步兵旅（英语：80th Arctic Motor Rifle Brigade）
- 第200独立摩托化步兵旅
- 第58控制营